# Pavla Rychlá
Pavla Rychlá roz. Vojáčková (* 25. září 1964 Praha, Československo) je česká herečka.
Pravidelně dabuje americkou herečku Courteney Cox. Má angažmá v divadle Na Fidlovačce. Hostovala v divadle Jiřího Wolkera a v divadle ABC. K jejím nejvýznamnějším divadelním rolím patří postava Emily v Našem městečku nebo Julie v Shakespearově Romeovi a Julii. Samotný William Shakespeare patří k jejím nejoblíbenějším dramatikům. 
Jejím exmanželem je Petr Rychlý, s nímž má dva syny – Ondřeje a Matěje. Za Petra Rychlého byla provdána šestnáct let. Má mladšího bratra. Vystudovala Státní konzervatoř v Praze. 

## Filmy
- 1983 Bráška
- 1984 Zlaté kapradí
- 1985 Jestli jednou odejdu
- 1998 Sama doma
- 2001 Blboun
- 2001 Deník šílené manželky
- 2001 Muž, který vycházel z hrobu
- 2005 Oběti: Živnostník
- 2006 Nadměrné maličkosti: Učitelky s praxí
- 2008 Ošklivka Katka
- 2008 Na vlky železa
- 2012 Život je ples
- 2014 První republika
- 2014 Španělská chřipka
- 2014 Milodary
- 2014 Svatby v Benátkách

## Dabing

### Filmy
- 1982 Milovaná žena mechanika Gavrilova – Světlana Ponomarjova (dcera Taňka)
- 1995 Záhady temné džungle (Deborah Corishant)
- 1996 Nelítostný souboj (Eady)
- 1998 Hvězdná brána: Děti bohů (Samantha Carter)
- 1999 Celý širý svět (Novalyne Price)
- 2000 Francouzský polibek (Juliette)
- 2000 Noci v Harlemu – Jasmine Guy (Dominique La Rue)
- 2000 Šípková Růženka (Královna)
- 2000 To ani nemůže být nebe (Maggie)
- 2001 Exploze  (Terry O'Neill)
- 2001 Láska až za hrob (Julia)
- 2001 Můj pes Skip (Ellen Morris)
- 2001 Nesprávná truhla (Julia Finsbury)
- 2001 Vřískot (Gale Weathers)
- 2002 3000 mil na útěku (Cybil Waingrow)
- 2003 Kurýr (Karina)
- 2003 Smoochy (Nora Wells)
- 2003 Válka světů (Sylvia Van Buren)
- 2004 Vražda v Greenwich (Hildy Southerlyn)
- 2005 Dluh (Angela Jahnsen)
- 2006 Jedna vila pro dva (Sylvie)
- 2006 Rozvrat (Prodejná žena)
- 2007 Obviněn (Natalie Crane)
- 2008 Jindabyne (Carmel)
- 2008 Nebuďte policajta (Jennifer)
- 2009 Tady Reed Fish (Maureen)
- 2010 Pátek třináctého 8: Jason na Manhattanu – Barbara Bingham (Colleen Van Deusenová)
- 2010 Otec nevěst – Virginia Barrett (Cristina)
- 2010 Televizní hrátky – Justine Bateman (Natalie Kleinová)
- 2011 3000 mil na útěku (Cybil Waingrow)
- 2011 Robin Hood: Král zbojníků(Marian Dubois)
- 2011 Vítejte u Ch'tisů (Julie Abrams)
- 2012 Bravo Girls: Bojovat až do konce – Giuliana Rancic (sama sebe)
- 2012 Jorinda a Joringel – Katja Flint (čarodějnice)
- 2012 Mefisto – Ildikó Bánsági (Nicoletta)
- 2012 Mogadišu – Valerie Niehaus (Birgit Röhllová)
- 2013 Rozhovory s mým zahradníkem – Hiam Abbass (zahradníkova žena)
- 2013 Západní vítr – Charlie Yeung (Sun Jing)
- 2014 Minulost se vrací – Liane Foly (Anita Hochetová)

### Seriály
- 1994 Beverly Hills 90210 – Dina Meyer (Lucinda Nicholsonová) + Tracy Middendorf (Laura Kingmanová)
- 1995–1997 Helena a její chlapci – 1. řada – Agnès Dhaussy (Anežka)
- 1995–1997 Ženatý se závazky – 1.–11. řada – Amanda Bearse (Marcy Rhoades D'Arcyová)
- 1996–2004 Přátelé – 1.–10. řada – Courteney Cox (Monica Gellerová)
- 1999 Strážci vesmíru – 3. řada – Catherine Sutherland (Katherine Hillardová / Růžový strážce)
- 200x Můj přítel Monk –Traylor Howard (Natalie Teeger)
- 2004 24 hodin – 2. řada – Tracy Middendorf (Carla Mathesonová)
- 2005 Kriminálka Las Vegas – 2. řada – Nicole Ari Parker (Lillie Iversová)
- 2005 Třetí hlídka – 5.–6. řada – Tia Texada (Maritza Cruz)
- 2012 Město žen – 3. řada – Courteney Cox (Jules Cobbová)
- 2011 Město žen – 2. řada – Courteney Cox (Jules Cobbová)
- 2010 Město žen – 1. řada – Courteney Cox (Jules Cobbová)
- 2012–2013 Síla lásky – 7. řada – Aviva Joel (Pilar Riedmüller)
- 2013 Chirurgové – 9. řada – Sara Ramirez (Dr. Callie Torresová)
- 2013 Případy detektiva Murdocha – 6. řada – Arwen Humphreys (Margaret Brackenreidová) + Mary Francis Moore (Paní Leemanová) + Sharon McFarlane (Paní Richardsová)
- 2013 Sherlock – 2. řada – Amelia Bullmore (Dr. Stapletonová)
- 2013 Smrt v ráji – 1. řada – Clare Holman (Molly Kerrová) + Emma Fielding (Astrid Knightová)
- 2013 Ve jménu vlasti – 1. a 2. řada – Sarita Choudhury (Mira Berenson)
- 2013–2014 Děsivé dějiny – Susie Donkin (různé role), Sarah Hadland (zpěvy písní)
- 2014 Kuků – 1. řada – Helen Baxendale (Lorna Thompsonová)
- 2014 Město žen – 4. řada – Courteney Cox (Jules Cobbová)
- 2014 Případy detektiva Murdocha – 7. řada – Arwen Humphreys (Margaret Brackenreidová)
- 2014 Ve jménu vlasti – 3. řada – Sarita Choudhury (Mira Berenson)
- 2014–2015 Kriminalista – Floriane Daniel (Sandra Daffnerová)
- 2015 Hubert a Staller – 3. řada – Sabine Bach (paní Gotthardová)
- 2015 Město žen – 5. řada – Courteney Cox (Jules Cobbová)

### Dokumenty
- 2013 Můj avatar a já